# Œu (digramme)
Cette page contient des caractères spéciaux ou non latins. S’ils s’affichent mal (▯, ?, etc.), consultez la page d’aide Unicode.
Œu (minuscule œu) est un digramme de l'alphabet latin composé de la ligature "e dans l'o" (Œ) et de la lettre U.

## Linguistique
- En français, le digramme « œu » représente les phonèmes [œ] et [ø].

## Représentation informatique
À la différence d'autres digrammes, il n'existe aucun encodage du Œu sous la forme d'un seul signe. Il est toujours réalisé en accolant la ligature Œ et la lettre U,.